# تسجيلات ديف جام
تسجيلات ديف جام هي شركة تسجيلات أمريكية، وتركز بشكل أساسي على موسيقى : هيب-هوب، والموسيقى الحضارية، المملوكة من قبل مجموعة يونيفرسال الموسيقية.

## قائمة بعض المغنين الذين لديهم عقد غنائي مع تسجيلات ديف جام
- جي-زي
- كانييه ويست
- ال ال كول جي
- ني-يو
- لوداكريس
- ريانا
- ريك روس
- جستين بيبر
- ناز
- بانقتان